# 察倫廷基斯湖

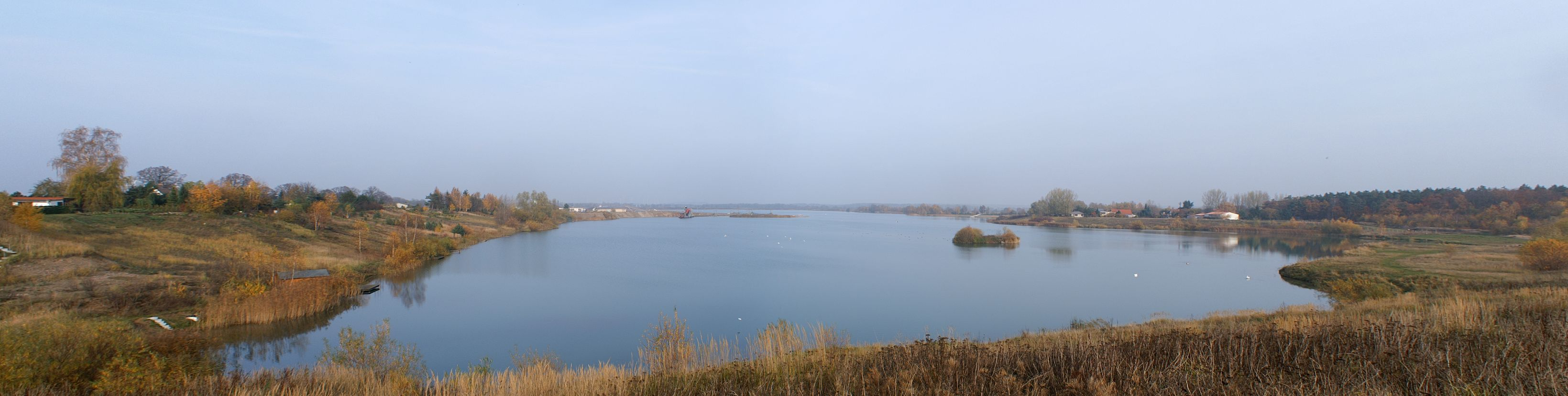

53°55′52″N 13°18′49″E / 53.931129°N 13.313713°E
察倫廷基斯湖（德語：Zarrenthiner Kiessee），是德國的湖泊，位於該國東北部梅克倫堡-前波美拉尼亞州，由前波美拉尼亞-格賴夫斯瓦爾德縣負責管轄，長1.5公里、寬0.5公里，面積0.54平方公里，海拔高度7米，平均水深14米，最大水深22米。